# 2019
2019. је била проста година, која је почела у уторак. 2019. је деветнаеста година 3. миленијума, деветнаеста година 21. века, десета и последња година 2010-их.

## Догађаји

### Јануар
- 1. јануар:
  - Катар се повукао из ОПЕК-а.
  - Жаир Болсонаро званично започео свој четворогодишњи мандат на функцији председника Бразила.
  - У Аустрији ступио на снагу закон о легализацији истополних бракова.
- 2. јануар — У Србији ступила на снагу забрана узгоја животиња ради производње крзна.
  - САД и Израел иступили из чланства у Унеско-у у знак протеста због примања Палестине у чланство исте организације нешто раније.
- 3. јануар — Лендер Chang'e 4 кинеске свемирске агенције ЦНСА први слетео на „тамну страну” Месеца
- 5. јануар:
  - УАЕ је домаћин 17. првенства Азије у фудбалу (од 5. јануара до 1. фебруара).
  - Васељенски патријарх Вартоломеј I потписао томос о аутокефалности Украјинске православне цркве.
- 6. јануар — Јапански ски скакач Рјоју Кобајаши победио је у генералном пласману турнеје Четири скакаонице.
- 7. јануар — Покушај неуспелог државног удара у Габону од стране војске.
- 10. јануар — Собрање Републике Македоније изгласало амандмане на Устав којим се мења име земље у Република Северна Македонија.
  - Председник Венецуеле Николас Мадуро положио је заклетву на почетку свог другог мандата, иако са много страна стижу позиви да се повуче.
- 15. јануар — Више од 20 особа је погинуло у терористичком нападу у Најробију .
- 17. јануар — У експлозији аутомобила бомбе испред зграде полицијске академије у Боготи погинула 21 особа.
- 19. јануар — Најмање 66 особа је погинуло, а 76 је повређено у експлозији нафтовода код Мексико Ситија.
- 21. јануар — Најмање 14 чланова посада страдало је у пожару који је у Керчком мореузу захватио бродове „Канди” и „Маестро” који су пловили под заставом Танзаније, пошто се на једном од њих догодила експлозија током претакања течног гаса.
- 23. јануар — Најмање 12 особа погинуло је од бојеве муниције током таласа антивладиних протеста и нереда у Венецуели.
  - Председник Народне скупштине Венецуеле Хуан Гваидо положио је заклетву као „прелазни председник” државе, након што је скупштина прогласила нелегитимним актуелног председника Николаса Мадура.
  - Јапанска технолошка компанија Сони због Брегзита премешта централу из УК у Холандију (Амстердам).
  - Немачка се привремено повлачи из мигрантске поморске мисије „Софија” коју Европска унија предводи на Медитерану.
- 25. јануар — Посланици грчког парламента већином гласова, ратификовали су Преспански споразум, чиме је окончан спор Атине и Скопља око имена Македоније.
  - Више од 300 особа је нестало услед пуцања бране на југоистоку Бразила.
- 26. јануар — Полиција је у суботу увече растерала демонстранте из покрета „Жути прслуци” који су се окупили на Тргу Републике у Паризу, саопштио је телевизијски канал БФМТВ. Демонстранти су се припремали да на тргу изведу акцију „Жута ноћ”.
- 27. јануар — Новак Ђоковић и Наоми Осака су победници Отвореног првенства Аустралије у тенису у појединачној конкуренцији.
  - Грчка полиција испалила је сузавац и користила шок бомбе како би растерали групу демонстраната који су покушали да пробију полицијски кордон испред грчког парламента у Атини.
- 31, јануар —  На путу Ниш – Лесковац, на наплатној рампи код Дољевца десила се несрећа у којој је места погинула је Станика Глигоријевић, петоро људи је повређено. Несрећу је изазвало возило директора Kоридора Србије Зорана Бабића.

### Фебруар
- 1. фебруар — 
  - Фудбалери Катара освојили су прву титулу првака Азије победивши у финалу Јапан резултатом 3 : 1.
  - Директор коридора Србије Зоран Бабић, заједно са возачем, службеним возилом је налетео на возило које је стајало на наплатној рампи. Возили су по великој магли, преко дозвољеног ограничења. Погинула је Станика Глигоријевић (52) из околине Kњажевца, која је седела на задњем седишту удареног аутомобила.
- 2. фебруар — Египатски археолози открили су фараонску гробницу са 50 очуваних мумија код града Минја јужно од Каира.
- 4. фебруар — У финалу 53. Супербоула екипа Њу Ингланд патриотса победила је Лос Анђелес рамсе са 13 : 3.
- 6. фебруар — Француски председник Емануел Макрон прогласио је 24. април Даном сећања на жртве Геноцида над Јерменима.
- 13. фебруар — НАСА је објавила званично окончање истраживачке мисије „Опортјунити” на Марсу.
  - Најмање 15 особа погинуло је у саобраћајној несрећи на путу Скопље—Тетово, код места Ласкарци у Северној Македонији.
  - Сиријске демократске снаге (СДФ), које подржавају САД започела напад на последњу енклаву под контролом „Исламске државе” у Сирији, изјавио је званичник СДФ Мустафа Бали.
- 15. фебруар — Демолиран је хотел Шумадија на Бановом брду, У вечерњим часовима петнаестак крупних момака са фантомкама на глави муњевито секирама и палицама полупали су и демолирали улаз хотела.
- 16. фебруар — Председник САД Доналд Трамп прогласио је ванредно стање како би добио приступ милијардама долара за изградњу зида дуж америчко-мексичке границе.
  - Председник Венецуеле Николас Мадуро је предложио да се усвоји план сталне мобилизације војске ради заштите од могуће инвазије.
    - Самопроглашени председник Венецуеле Хуан Гваидо позвао је војску да подржи промене у земљи и дао припадницима оружаних снага на размишљање осам дана.
      - Антивладин протест у Тирани у организацији опозиционе Демократске партије на самом почетку је прерастао у насиље и обрачун полиције и демонстраната. Председник Албаније Иљир Мета позвао је представнике опозиције који протестују испред седишта Владе у Тирани и припаднике полиције на уздржаност и смањење тензија.
        - Више хиљада људи протестовало је данас после подне у Минхену, где се одржава Минхенска безбедносна конференција, на којој учествују лидери многих земаља света, против НАТО-а и залажући се за мир.
          - Учесницима протеста „Један од пет милиона“ у Београду вечерас је понуђен на потписивање „Споразум са народом“, документ Савеза за Србију, а грађани позвани да потписане примерке убацују у кутије постављене на месту окупљања и испред Дома Народне скупштине.
            - Више хиљада каталонских сепаратиста окупило се данас на протестном маршу у Барселони тражећи да њихових 12 лидера којима се суди због улоге у неуспелом покушају сецесије 2017. године, буде ослобођено оптужби.
- 18. фебруар — Српски тенисер Новак Ђоковић и америчка гимнастичарка Симон Бајлс проглашени су за најбоље спортисте света на додели награда Лауреус академије.
- 23. фебруар — Присталице опозиције пробиле су кордон венецуеланске полиције на граничном прелазу на мосту „Сантандер“ и прешле на територију Венецуеле, пренео је канал ВПИ ТВ.
  - Венецуела раскинула дипломатске и политичке односе с Колумбијом, изјавио је председник Венецуеле Николас Мадуро.
    - Невладина организација „Кривични форум“ објавила је да су четири човека погинула, а да су 24 особе рањене на граници Венецуеле и Бразила.
      - У Београду је и вечерас одржан протест на којем су грађани поново позивани да потпишу документ дела опозиције окупљеног око Савеза за Србију, „Споразум с народом“.
        - У Подгорици је вечерас одржан трећи грађански протест под слоганом „Одупри се 97.000“. Грађани су се на почетку окупили на препуном Тргу независности, на коме, по проценама, може стати између 10 и 12 хиљада људи.
- 25. фебруар — Наоружана група је напала положај венецуеланске Националне гарде на граници са Колумбијом.
- 26. фебруар — Дванаест индијских авиона бомбардовало је терористе у делу Кашмира који је под пакистанском контролом. У нападу је у потпуности уништен камп за обуку терористичке организације Џаиш ел Мухамед. Пакистан је на то одговорио подизањем својих војних авиона.
- 27. фебруар — Две особе су погинуле када се у индијском делу Кашмира срушио индијски хеликоптер Ми-17.
  - Пакистанска војска тврди да је у среду ујутру оборила два индијска војна авиона која су нарушила ваздушни простор земље у спорном региону Кашмира. Један пилот заробљен.

### Март
- 3. март — Српска атлетичарка Ивана Шпановић освојила је златну медаљу на Европском дворанском првенству у Глазгову трећи пут заредом.
- 4. март — У налету торнада који је погодио америчку државу Алабаму, страдало је најмање 23 људи, а више десетина је повређено.
- 7. март — У Скупштини Републике Косово усвојена платформа о „коначном, инклузивном и правно обавезујућем споразуму за нормализацију односа Београда и Приштине“ предвиђа реципрочно признање унутар постојећих граница и повлачење Резолуције 1244.
  - Председник Србије Александар Вучић заказао је за наредни дан у 8 сати и 30 минута седницу Савета за националну безбедност и навео да је Приштина срушила преговоре.
    - Премијер привремених приштинских институција Рамуш Харадинај изјавио је да данашње изгласавање закона и платформе за наставак дијалога са Београдом значи да су границе Косова недодирљиве и да неће бити „трећег нивоа власти“.
- 8. март — Председник Србије Александар Вучић изјавио је данас да су косовски Албанци усвојеном Платформом показали да никад нису ни желели дијалог и да га ни у будућности неће желети, а да ће одговор Србије бити одлучан, озбиљан и чврст поручио да је главни циљ Албанаца да униште Србију, поручивши им да у томе неће успети.
  - Председник косовског парламента Кадри Весељи потписао је приштинску платформу и она је постала јавни документ.
- 9. март — У близини Тријумфалне капије у Паризу је дошло до сукоба између полиције и учесника протеста покрета "Жутих прслука".
  - Активисти протеста Жути прслуци упали су у Велику ложу Француске у граду Тарб, пренео је лист „Депеш“ и објавио видео наводно уништене ложе.
    - Тројица полицајаца су повређена у сукобу с демонстрантима који протестују испред председничке администрације у центру Кијева.
      - У Београду организован је протест у знаку повлачења „паралеле“ са деветомартовским демонстрацијама против ондашњег РТС-а.
- 10. март — Путнички авион „Боинг 737 MAX” са 157 особа срушио се на лету од Адис Абебе до Најробија.
- 13. март — Европска унија је усвојила мере за случај да Уједињено Краљевство напусти Унију 29. марта без споразума, што би довело до промене процедура, преко ноћи, с обе стране Ламанша.
  - Британски посланици су гласали против „брегзита“ без споразума и усаглашеног формата будућих односа с ЕУ.
  - НАСА је објавила званично окончање истраживачке мисије „Опортјунити” на Марсу.
- 15. март — Најмање 49 особа је убијено а десетине рањено у пуцњавама у две џамије на Новом Зеланду, у граду Крајстчерч.
- 16. март — Део демонстраната са протеста „1 од 5 милиона“, предвођених Бошком Обрадовићем, упао је у зграду РТС, нешто касније су им се придружили и други лидери протеста, али их је полиција око два сата касније све извела из зграде.
  - Најмање 64 особе ухапшене су у најновијим протестима „Жутих прслука“ у Паризу, а приликом сукоба са полицијом. На мети учесника протеста поново су биле луксузне продавнице и банке недалеко од Тријумфалне капије.
    - Поплаве и ветрови које је изазвао циклон „Идаи” однели су најмање 300 живота у Мозамбику, Малавију, Зимбабвеу и Јужној Африци.
- 17. март — Демонстранти предвођени председником Двери Бошком Обрадовићем улетели су у кордон Жандармерије на углу улица Кнеза Милоша и Српских владара. Полиција употребила сузавац.
- 19. март — Нурсултан Назарбајев поднео оставку на функцији председника Казахстана након 30 година проведених на месту „шефа државе”.
- 20. март — Радован Караџић другостепеном пресудом пред Хашким трибуналом осуђен на казну доживотног затвора по оптужби за геноцид и друге ратне злочине током рата у БиХ.
- 21. март — Најмање 71 особа је страдала када је претоварен трајект потонуо у реку Тигар близу ирачког града Мосула.
- 23. март — Протест „Жутих прслука“ је забрањен у Паризу на Јелисејским пољима и на прилазима тој авенији, саопштила је француска полиција. Француска војска придружила се полицији у Паризу како би помогла са обезбеђивањем града током 19. узастопног протеста „жутих прслука” против владе председника Француске Емануела Макрона.
  - Стотине хиљада људи који су против изласка Британије из Европске уније прошетали су се данас центром Лондона захтевајући нови референдум, док продубљивање кризе „брегзит“ доводи у опасност премијерски мандат Терезе Меј.
    - Протест „1 од 5 милиона“ почео је у Београду под паролом „Исто место — исти захтеви“, уз химну Србије и минут ћутања за жртве НАТО бомбардовања 1999. године, а чело колоне у шетњи препуштено је студентима који су били привођени током насилних демонстрација прошлог викенда.
      - Шести грађански протест „Одупри се — 97.000“ одржан је данас на Тргу независности у Подгорици, где се окупило више хиљада људи.
- 24. март — Србија обележила 20. година од НАТО бомбардовања СРЈ. Окупило се више десетина грађана широм државе.
- 25. март — Војска Израела је бомбардовала позиције Хамаса у Појасу Газе као одговор на ракетни напад на израелски град Кфар Сава, када је повређено неколико особа. Том приликом је била уништена вишеспратница коју је наводно користила обавештајна служба Хамаса.
  - Фудбалска репрезентација Србије ремизирала је против Португалије 1:1 (1:1) у Лисабону на старту квалификација за ЕУРО 2020. године.
    - Председник САД Доналд Трамп је у присуству израелског премијера Бењамина Нетанијахуа потписао документ о признању суверенитета Израела над Голанском висоравни.
- 26. март — Заменик министра одбране Алжира, начелник штаба народне армије Ахмед Гаид Салах позвао је да се искористи Члан 102 Устава, који предвиђа да у случају дуге и тешке болести председника Абделазиза Бутефлике буде именован председник Парламента за привременог вршиоца дужности шефа државе.
  - Апелациони суд у Београду укинуо је првостепену пресуду којом је у јуну прошле године на годину дана затвора била осуђена некадашња председница ЈУЛ-а Мира Марковић поводом оптужби да је 2000. године утицала на владину комисију да незаконито додели државни стан дадиљи њеног унука.
- 28. март — У Тирани је одржан седми протест опозиције, током којег је било покушаја насилног уласка у зграду Парламента у којој се одржавала пленарна седница, а неколико полицајаца је повређено.
- 29. март — Чланови британског парламента одбацили су по трећи пут план премијерке Терезе Меј за „Брегзит“.
  - Бугарска, Србија и Грчка су на састанку у Букурешту донеле одлуку да потпишу у јуну уговор за заједничку компанију која ће градити гасни интерконектор „балкански ток“, изјавио је премијер Бугарске Бојко Борисов.
- 30. март — Зузана Чапутова победила је у другом кругу председничких избора у Словачкој, поставши тако првом женом на функцији председника у тој земљи.
- 31. март — Комичар Владимир Зеленски након пребројаних 55,50% гласова на председничким изборима у Украјини убедљиво води са 30,25% гласова испред актуелног председника државе Петра Порошенка који је добио 16,54% гласова.

### Април
- 1. април — Председник Европске комисије Жан Клод Јункер изјавио је да је време да британски парламент каже шта жели од „брегзита“ и навео да је лакше протумачити митску сфингу од британских посланика.
- 2. април — Председник Алжира Абделазиз Бутефлика обавестио је Уставни савет о својој оставци на месту шефа државе.
- 4. април — Око 40 војника Кфора, међу којима су били и припадници албанске војске, прошетало је данас главном улицом Северне Косовске Митровице, што је изазвало видно узнемирење грађана тог дела Косова и Метохије, у којем већином живе Срби.
  - Командант Либијске националне армије маршал Халифа Хафтар наредио је својим снагама да започну офанзиву на Триполи за „ослобађања од терориста“.
  - После упозорења амбасаде Велике Британије у Приштини својим грађанима да не путују на север Косова и Метохије и Министарство спољних послова Немачке издало је упозорење немачким грађанима да не путују у општине Зубин Поток, Лепосавић, Звечан и Северна Митровица, јер је у њима „ситуација и даље напета“.
  - Министар спољних послова Србије Ивица Дачић изјавио је поводом саопштења амбасаде Велике Британије у коме је саветовала своје грађане да не путују на север Косова због криминала, да и он упозорава грађане Србије да не путују у ту земљу због велике политичке нестабилности и јер је тамо тренутно велики политички хаос.
  - Доњи дом Парламента Велике Британије усвојио је нацрт закона који гарантује да земља не може да напусти ЕУ без споразума о изласку.
  - Најмање 62 особе су настрадале, а 86.000 људи је пребачено у склоништа због поплава које су погодиле Иран.
- 6. април — У близини Триполија избили су сукоби између провладиних и побуњеничких снага са истока Либије, које предводи командант Калифа Хафтар.
- 8. април — САД су ставиле Иранску револуционарну гарду на листу страних терористичких група.
- 10. април — Научници окупљени око глобалне групе телескопа Event Horizon Telescope објавили су прву директну фотографију масивне црне рупе у галаксији Messier 87 названу „Стрелац А”.
- 11. април — Војска Судана извела државни удар и ухапсила председника државе Омара ел Башира. Министар одбране Судана, потпредседник Ауф бин Авад, изјавио је да су распуштени сви органи председничке канцеларије, парламента те земље и локалних власти. Министар одбране и потпредседник Судана Авад бин Ауф синоћ је поднео заклетву у својству шефа прелазног Војног савета земље.
  - Творац Викиликса, Џулијан Асанж, ухапшен је у Лондону након што му је Еквадор укинуо азил после седам година.
- 12. април — Шеф прелазног Војног савета Судана Авад бин Ауф саопштио је, нешто више од 24 сата од ступања на ту дужност, да подноси оставку и да је за новог руководиоца тог тела именован начелник Генералштаба копнене војске Судана Абделфатах ел Бурхан.
  - Радикални покрет „Талибан“ је објавио о почетку „пролећне офанзиве“ у Авганистану, упркос мировним преговорима са САД.
- 15. април — Русија и НАТО су у потпуности прекинули сарадњу на цивилној и војној линији, рекао је у интервјуу за Спутњик заменик руског шефа дипломатије Александар Грушко.
  - Велики пожар избио је у средњовековној катедрали Нотр Дам у центру Париза, а од ватре се срушио и један торањ на цркви.
- 19. април — На скупу у Београду је у оквиру кампање „Будућност Србије“ окупило се између 140.000 и 150.000 људи.
  - Стотине хиљада демонстраната је поново изашло на улице Алжира, захтевајући промену власти и државног система.
- 20. април — На протестима „Жутих прслука“ у Паризу је ухапшено 126 особа, а полиција се са демонстрантима који су подметали и мале пожаре, обрачунала бацивши сузавац.
  - На Косово је из Сирије враћено 110 особа, међу којима има и џихадиста који су отишли да се боре у тој земљи, саопштиле су привремене институције у Приштини.
- 21. април — Владимир Зеленски изабран је за председника Украјине, након што је у другом кругу убедљиво победио досадашњег председника Петра Порошенка.
  - У серији експлозија које су потресле цркве и луксузне хотеле у Шри Ланки, погинуло је више од 200 људи, а рањено 560.
    - Велики број припадника косовске полиције распоређен је у центру за азил и око њега у селу Врани До, где је смештено 110 особа које су враћене из Сирије на Косово.
- 22. април — Земљотрес у Лузону, на Филипинима, усмртио је најмање 16 људи.
- 25. април — Председник Србије Александар Вучић састао се с кинеским председником Си Ђинпингом у дводневној посети Пекингу. Након састанка, у присуству Вучића и Сија, потписано је више билатералних споразума којима треба да се поспеши сарадња двеју земаља.
  - Бивши потпредседник САД и дугогодишњи сенатор Џо Бајден и званично је објавио да ће се упустити у „трку“ за председника САД.
    - Албанска опозиција одржала је протесте током којих је на сат времена блокирала неколико националних путева, захтевајући оставку Владе премијера Едија Раме, коју оптужује за корупцију и везе са организованим криминалом.
- 27. април — Француска полиција употребила је сузавац како би потиснула демонстранте из покрета Жутих прслука, који су покушали да дођу до зграде Европског парламента у Стразбуру.
- 28. април — Шпанска социјалистичка радничка партија (ПСОЕ) побеђује на ванредним парламентарним изборима у Шпанији, следи из података након обрађених 60% гласачких листића.
- 29. април — Самит о Западном Балкану одржан је у Берлину и после пет сати након што су се лидери - учесници састали иза затворених врата у седишту немачке канцеларке Ангеле Меркел у Берлину.
  - Први пут за пет година објављен је видео-снимак лидера терористичке групе ДАЕШ, Ебу Бекра ел Багдадија, преноси агенција Ројтерс позивајући се на мрежне ресурсе екстремиста.
- 30. април — У Венецуели је извршен покушај државног удара, али Оружане снаге Венецуеле остају верне влади председника Николаса Мадура.
  - Јапански цар Акихито је абдицирао у корист свог сина Нарухита.
    - Сиријска арапска војска (САА) започела је дуго очекивану офанзиву у јужном Идлибу.

### Мај
- 1. мај — Током демонстрација у Паризу, које су прерасле у нереде, ухапшено је 35 особа. Касније су учесници протеста почели да бацају флаше и камење на полицију, док је полиција одговорила пендрецима, сузавцем и димним бомбама. У нередима у Паризу повређена дописница РИА Новости Викторија Иванова.
  - Стално представништво Русије у ОЕБС-у затражило је од представника те организације за слободу медија Арлема Дезира да реагује на инцидент у вези са дописницом агенције РИА Новости у Паризу Викторијом Ивановом.
    - Више милиона Кубанаца изашло је на улице поводом Међународног празника рада, али и да протестује против нових санкција САД и америчких покушаја да свргну власти у Венецуели, блиске званичној Хавани.
- 3. мај — Припадници РОСУ употребили су палице и сузавац против мештана општине Штрпце, који су покушали да зауставе багер за изградњу мини-хидроелектране, када је кренуо ка месту Обереке. Двадесеторо људи је повређено.
  - Либијска национална армија под командом Калифе Хафтара успоставила је контролу у четири региона на југу Триполија, изјавио је представник 73. пешадијске бригаде генерал Мунзер Хартуш.
- 5. мај — Приликом принудног слетања авиона „Аерофлота“ ССЈ-100 на московски аеродром „Шереметјево“, погинуло је 13 особа, од чега двоје деце, саопштио је Истражни комитет Русије.
  - Кандидат Социјалдемократског савеза Македоније Стево Пендаровски победио је у другом кругу избора за председника Северне Македоније.
- 6. мај — Приватни извршитељи уз асистенцију полиције упали су у редакцију магазина "Таблоид" и том приликом су заплењене и изнете све покретне ствари у власништву листа.
  - Интелектуалци Француске покренули су петицију којом ће покушати да натерају Владу те земље да преиспита одлуку из 2008. године о признању „марионетске државе Косово“.
- 9. мај — Веће Вишег суда у Подгорици изрекло је првостепене пресуде оптуженима за покушај тероризма на дан парламентарних избора у Црној Гори у октобру 2016. године. Председница Вишег суда Сузана Мугоша је саопштила да су оптужени у случају за покушај тероризма криви.
- 10. мај — Један мушкарац тешко повређен у експлозији аутомобила која се догодила у Новом Саду.
- 11. мај — Албанска полиција испалила је сузавац током антивладиних протеста у Тирани, када је група демонстраната пробила полицијски кордон и кренула ка згради владе.
- 12. мај — Први председник Северне Македоније Стево Пендаровски, који је данас и званично ступио на дужност, поручио је да ће бити председник свих грађана – и оних који нису гласали за њега, као и оних политички неопредељених.
  - Неколико великих експлозија догодило се јутрос у луци Фјуџејра у Уједињеним Арапским Емиратима. У пожару је запаљено најмање седам саудијских танкера.
  - ФК Манчестер Сити освојио је четврту титулу Премијер лиге победом над Брајтоном у последњем колу резултатом 4:1.
- 13. мај — Министар енергетике Саудијске Арабије Халид ел Фалих рекао је данас да су два саудијска нафтна танкера у недељу претрпела „саботажни напад“ на обали Фуџејре, која припада Уједињеним Арапским Емиратима, чиме је доведена у питање безбедност снабдевања светске нафте.
  - Мароканске власти су саопштиле данас да су спречиле бродове, у којима се налазило 117 подсахарских миграната, да пређу у Европу и ухапсиле су 40 особа које су покушале да пређу ограду у шпанској северноафричкој енклави Мелиљи.
  - Демонстранти су вечерас на антивладиним демонстрацијама у Тирани бацали Молотовљеве коктеле и петарде на полицију која је стајала испред зграде владе, а све се догађало само неколико сати након што су званичници САД и Европске уније затражили од обе стране уздржаност.
- 15. мај — Америчка Амбасада у Ираку саопштила је данас да је од Стејт департмента добила наређење да све особље које није неопходно одмах напусти ту земљу због ескалације тензија са Ираном.
- 16. мај — Скупштина привремених институција у Приштини усвојила је вечерас резолуцију о наводном геноциду Србије током рата на Косову 1998—1999. године.
  - Европска комисија неће бити у могућности да заустави изградњу гасовода „Северни ток 2“ упркос новој директиви која је недавно усвојена, изјавила је немачка канцеларка Ангела Меркел.
  - Вулкан Попокатепетл у Мексику еруптирао је данас, а очекује се да ће ужарени пепео угрозити најмање 20 насеља, јавили су локални медији.
  - На седници Владе Србије усвојен је Предлог закона о допунама Закона о државним и другим празницима у Републици Србији којим се предлаже да 24. мај буде нов празник — Дан Ћирила и Методија.
  - Собрање Северне Македоније данас је на седници усвојило три закона који су били враћени парламенту зато што је бивши председник Ђорђе Иванов одбијао да потпише указе о ступању на снагу због новог имена земље у заглављу тих закона.
- 17. мај — Одбор за Косово и Метохију и Одбор за одбрану и унутрашње послове одбацили су резолуцију приштинских власти о осуди наводног геноцида који је Србија починила током последњих сукоба на КиМ.
  - Турска је саопштила да су сиријске владине снаге прекршиле споразум о прекиду ватре постигнут са Русијом, поводом сиријског града Идлиба.
- 18. мај — Аустријски вицеканцелар и лидер десничарске Слободарске партије Хајнц-Кристијан Штрахе поднео је оставку на политичке функције због видео-снимака који су се преко немачких медија појавили синоћ, а на којима се види како наводној нећаки једног руског милијардера нуди државне послове у замену за финансијску подршку његове странке у јулу 2017. године.
  - Аустријски канцелар Себастијан Курц изјавио је да је неопходно што пре одржати изборе у тој земљи после афере око Хајнца Кристијана Штрахеа.
  - Председник Србије Александар Вучић у Владичином Хану, код моста Врла, који је осветљен у бојама српске заставе, уз ватромет свечано отворио последњу деоницу ауто-пута на јужном краку Коридора 10 кроз 'у дужини од 26,3 km у Грделичкој клисури.
  - Холандски певач Данкан Лоренс са песмом Arcade победник је Песме Евровизије 2019..
- 19. мај — На изборима за градоначелнике у четири српске општине на северу Косова победили су кандидати Српске листе, освојивши већину гласова.
  - У више градова Србије у поподневним сатима почела је да пада јака киша, праћена градом величине лешника. У Београду је невреме почело око 19 сати и 40 минута, уз јаку кишу, ветар и град.
  - Министар инфраструктуре и саобраћаја Норберт Хофер именован је на седници Председништва Слободарске партије Аустрије (ФПО) за новог лидера странке.
  - Демократска странка, Социјалдемократска странка и „Заједно за Србију“ су се ујединиле и постале јединствени политички субјект — Демократска странка.
  - Кошаркаши ЦСКА из Москве освојили су Евролигу победом у финалу против турског Анадолу Ефеса.
- 20. мај — Новоизабрани председник Украјине Владимир Зеленски је на свечаном заседању положио заклетву украјинском народу, након чега је председник Уставног суда прогласио његово ступање на дужност шефа државе.
  - Председник Украјине Владимир Зеленски објавио је да распушта скупштину и расписује ванредне парламентарне изборе.
- 21. мај — Председник Украјине Владимир Зеленски потписао је указ о превременом распуштању Скупштине Украјине и заказао ванредне парламентарне изборе за 21. јул.
- 23. мај — Индијска народна партија (БЈП) премијера Нарендре Модија победила је на општим изборима.
- 24. мај — Британска премијерка Тереза Меј најавила је да ће оставку на место лидера Конзервативне партије поднети 7. јуна.
- 26. мај — Две највеће групације у Европском парламенту, Европска народна партија и Социјалдемократе, иако су изгубиле одређен број мандата, и даље остају најбројније у ЕП. Ове две групације су спале са 221 и 191 из 2014. године на 179 и 150. Десничарске партије су оствариле значајан раст.
- 27. мај — Председник Србије Александар Вучић изјавио је да „замрзнут конфликт“ између Београда и Приштине не може да постоји као трајно решење, јер га Албанци неће. Он је изјавио да ће Београд покушати да пронађе неко решење и указао да ћемо ако не пристанемо на компромис, све изгубити. Уколико компромиса буде, грађани ће се изјаснити на референдуму.
  - Аустријски парламент изгласао је данас неповерење прелазној влади канцелара Себастијана Курца гласовима посланика Социјалдемократске партије Аустрије (СПО), која је поднела захтев за гласање о неповерењу, као и доскорашњег коалиционог партнера Слободарске партије (ФПО).
  - Председник Србије Александар Вучић изјавио је да „замрзнут конфликт“ између Београда и Приштине не може да постоји као трајно решење, јер га Албанци неће. Он је изјавио да ће Београд покушати да пронађе неко решење и указао да ћемо ако не пристанемо на компромис, све изгубити. Уколико компромиса буде, грађани ће се изјаснити на референдуму.
- 28. мај — Јединице РОСУ упале су на територију све четири српске општине на северу Косова и Метохије. Ухапшено је 28 особа, од тога 19 полицајаца и девет цивила. Две особе су повређене. Председник Србије Александар Вучић је поручио да ће, уколико дође до напада, народ бити заштићен. Војска Србије је у стању пуне борбене готовости.
- 29. мај — Фудбалери Челсија су победили Арсенал у финалу Лиге Европе са 4:1.

### Јун
- 1. јун — У финалу Лиге шампиона фудбалери Ливерпула су победили Тотенхем са 2:0.
- 3. јун — Пет особа је евакуисано због поплава током ноћи у околини Краљева и Чачка док је један аутобус са 15 особа, који се због обилних падавина заглавио на путу Краљево-Крагујевац извучен.
- 7. јун — Тереза Меј поднела је оставку на место премијера Уједињеног Краљевства после неуспешних преговора са Европском унијом о спровођењу Брегзита.
- 8. јун — Влада Молдавије на челу с новом премијерком Мајом Санду положила је заклетву након заседања молдавског парламента.
  - Уставни суд Молдавије прогласио је незаконитим указе председника Игора Додона о именовању Маје Санду за премијера и формирању Владе.
  - Парламент Молдавије усвојио је декларацију о „Окупираној држави“, у којем се наводи да је у тој земљи широко распрострањена корупција, а да су олигарси добили тоталну контролу над судовима. Молдавски посланици су навели да су забринути због нарушавања људских права и слобода.
- 9. јун — Према прелиминарним резултатима председничких избора у Казахстану, највећи број гласова добио је актуелни лидер земље Касим Жомарт Токајев.
  - Рафаел Надал и Ешли Барти су победници у појединачној конкуренцији на Ролан Гаросу.
- 10. јун — Прошло 20 година од Кумановског споразума којим је завршен Рат на Косову и Метохији. У Приштину су дошли бивши амерички председник Бил Клинтон и државна секретарка из његове администрације Мадлен Олбрајт.
- 11. јун — Министарство правде САД послало је захтев за екстрадицију оснивача организације „Викиликс“ Џулијана Асанжа.
- 12. јун — Два танкера у Оманском заливу су оштећена и захваћена ватром, а сумња се да су нападнути. Сви чланови посаде оба брода су евакуисани.
- 13. јун — Кошаркаши Торонта репторса су поразили Голден стејт вориорсе, поставши први канадски тим који је освојио НБА лигу.
- 14. јун — Америчка војска саопштила је да је упутила разарач "Мејсон" на место напада на два нафтна танкера у Оманском заливу, надомак обале Ирана. САД су оптужиле Техеран за напад и објавиле видео-снимак за који тврде да показује како иранска гарда уклања неексплодирану мину са танкера.
- 15. јун — Тројчиндански сабор под мотом „Одбранимо светиње“ одржан је испред Саборног храма Христовог Васкресења у Подгорици. Како наводе локални медији, Сабор је био један од најмасовнијих скупова у историји Црне Горе. Сабор је био реакција на Нацрт закона Владе Црне Горе о слободи вероисповести и уверења, којим се, ако буде усвојен, доводе у питање достојанство и имовина Српске православне цркве у Црној Гори.
- 16. јун — Гари Вудланд је победио на Отвореном првенству САД у голфу на Пебл Бичу.
  - Дошло је до нестанка струје у Аргентини, Уругвају и деловима Парагваја.
  - Избијање акутног енцефалитиса у Бихару, у Индији, довело је до смрти више од 100 деце.
- 19. јун — Топлотни талас у Индији усмртио је најмање 184 особе.
- 22. јун — Деветоро људи погинуло је у авионској несрећи која се догодила на острву Хаваји, САД.
- 23. јун — Београд и друге градове у Србији у поподневним часовима захватило је јако невреме. Снимци који су се појавили на друштвеним мрежама приказују надреалне сцене. На раскрсници у Цвијићевој улици из асфалта је у једном тренутку шикнуо гејзир. У појединим деловима Београда пало је данас по подне око 60 литара кише за само сат и по, речено је Танјугу у Републичком хидрометеоролошком заводу (РХМЗ).
  - У селима у околини Горњег Милановца и Чачка пада град величине ораха, а пљускови са грмљавином и градом почели су нешто пре 16 сати.
  - Кандидат опозиционе Републиканске народне партије Екрем Имамоглу победио је на изборима за градоначелника Истанбула.
  - Ватерполо репрезентација Србије освојила је Светску лигу победивши Хрватску резултатом 12:11.
- 24. јун — Венецијанска комисија (ВК) препоручила је Црној Гори да у Нацрту закона о слободи вероисповести и правном положају верских заједница јасно напомене да промена у власништву над верском имовином Српске православне цркве неће аутоматски утицати на већ постојеће право на коришћење такве имовине.
- 28. јун — Свечаном церемонијом је отворен Аеродром Морава, који се налази код Краљева.
- 30. јун — Због ерупције вулкана Манам и Улавун у Папуи Новој Гвинеји евакуисано је 15.000 људи.

### Јул
- 3. јул — Више од 53 особе су убијене и преко 130 рањено у ваздушном нападу на центар за илегалне мигранте Таџура у предграђу Триполија.
- 4. јул — Снажан земљотрес од 6,4 степени рихтерове скале погодио је Калифорнију.
- 5. јул — Други још јачи земљотрес од 7,1 степени рихтерове скале погодио је поново америчку савезну државу Калифорнију.
- 7. јул —Женска фудбалска репрезентација САД одбранила је титулу светског шампиона, пошто је у финалу Светског првенства у Лиону победила Холандију са 2 : 0.
- 10. јул — Лобања пронађена у грчкој пећини Апидима 1978. године датирана је на старост од 215.000 година, што је чини најранијим остатком Хомо сапиенса који је живео ван Африке.
- 11. јул — Најмање седам особа је погинуло, а више од 100 повређено у снажном невремену које је погодило грчко полуострво Халкидики.
- 12. јул — Лобања пронађена у грчкој пећини Апидима 1978. године датирана је на старост од 215.000 година, што је чини најранијим остатком Хомо сапиенса који је живео ван Африке.
- 13. јул — Спектр-РГ (руско-немачки високоенергетски свемирски телескоп) лансиран је у орбиту с космодрома Бајконур.
- 14. јул — Новак Ђоковић и Симона Халеп су победници Отвореног првенства Енглеске у тенису.
  - Новак Ђоковић је одбранио титулу на тениском турниру у Вимблдону победивши у финалу Роџера Федерера резултатом 3 : 2.
  - Русија испоручила Турској против-ваздушни систем земља ваздух С-400.
  - Светски куп у крикету је завршен победом Енглеске над Новим Зеландом резултатом 241/8 : 241.

15./16. јул — У дводневној посети Србији боравио после 18 година Председник Француске Емануел Макрон. На Београдском аеродрому Никола Тесла француског госта је дочекао Председник Србије Александар Вучић са бројном делегацијом и Војном Гардом Србије. Пред бројном публиком Емануел Макрон се извинио за неспоразум и скандал у Паризу на стогодишњици обележавања краја Првог светског рата где се у првим редовима нашао Хашим Тачи и обратио се Српском народу на Српском језику: Француска вас воли. Потом је положио венац српској хероини Милунки Савић.
- 15. јул — Бојан Јовановски познатији као Боки 13 ухапшен је за организовани криминал.
- 16. јул — Европски парламент изабрао је Урзулу фон дер Лајен за председницу Европске комисије.
- 17. јул — Светска здравствена организација прогласила је избијање колере у Конгу јавним здравственим хитним случајем од међународног интереса.
- 18. јул — Више од 30 особа је погинуло у подметнутом пожару у студију за филмску анимацију у јапанском граду Кјоту.
- 19. јул — Премијер самопроглашене и делимично признате Републике Косово Рамуш Харадинај поднео је оставку на место премијера привремених приштинских институција због позивања на саслушање у Хаг трећи пут због сумњичења за ратни злочине над српским и ромским цивилима током Рата на Косову и Метохији.
  - Фудбалери Алжира победили су Сенегал у финалу Купа афричких нација са 1 : 0 и по други пут у историји освојили тај трофеј.
  - Протестанти захтевају да гувернер Порторика Рикардо Росејо поднесе оставку након „Телеграмгејт” скандала његовог кабинета са порукама на друштвених мрежама.
- 20. јул — Осветници: Крај игре постао је филм који је остварио највећу зараду икада након што је престигао Аватара.
- 21. јул — Земљотрес јачине 4,3 јединице Рихтерове Скале погодио је подручје Тузле.
- 22. јул — У експлозији у Индустрији меса Матијевић у Новом Саду један радник је погинуо а један повређен.
- 23. јул — Против председника општине Брус Милутина Јеличића Јутке, јавни тужилац у Kрушевцу подигао је оптужницу за полно узнемиравање и недозвољене полне радње злоупотребом службеног положаја.
- 24. јул — Британски политичар Борис Џонсон постао је премијер Уједињеног Краљевства.
  - Премијер у оставци Републике Косово Рамуш Харадинај вратио се авионом са саслушања из Хага у Приштину.
- 27. јул — Централноафричка Република повукла признање Косова.
- 28. јул — У експлозији у дворишту ЈГСП Нови Сад у Новом Саду изгорела два аутобуса.
- 30. јул — У Етиопији је оборен светски рекорд у садњи дрвећа — за само један дан засађено је чак 350 милиона стабала.
- 31. јул — У експлозији аутобуса у Авганистану погинуле су 34 особе.

### Август
- 2. август — У православном храму Светог Николе на Новом Брду служена је католичка миса без знања Српске православне цркве.
- 3. август — Најмање 20 особа је убијено, а више од 40 рањено у пуцњави која се догодила у тржном центру Волмарт у граду Ел Пасо, Тексас.
- 4. август — У пуцњави која се догодила у Дејтону, држава Охајо, страдало је 10 особа а најмање 16 рањено.
- 6. август — Дирекција граничне јединице косовске полиције донела је одлуку о непризнавању српских пасоша приликом уласка грађана на територију Косова и Метохије.
- 9. август — Кинески технолошки џин Хуавеј је званично представио свој оперативни систем HarmonyOS, којим би требало да замени Андроид на својим уређајима. Софтвер ће у Кини бити познат као Хонгменг.
- 10. август — Руска државна корпорација Роскосмос патентирала је сателит који се самоуништава по завршетку мисије или услед непредвиђеног квара.
  - Пет стручњака Руске нуклеарне корпорације Росатом је погинуло, а три особе су повређене у експлозијама током испитивања током испитивања техничких способности за ракетни мотор у региону Архангељска.
  - Кошаркаши Србије победили су кошаркаше Литваније у Штарк Арени у Београду са резултатом 72:68.
- 12. август — Председник косовске скупштине Кадри Весељи изјавио је да ће поред ибарског моста у Косовској Митровици бити изграђена џамија.
  - Мађарски десничари из покрета "Наша земља" блокирали су улаз у пунионицу Кока-коле недалеко од Будимпеште, протестујући због реклама те компаније које приказују истополне бракове. Кока-кола је навела да ће променити маркетиншку компанију која је смислила ту кампању.
  - Стручњаци са универзитета у Базелу успели су да натерају ћелије рака дојке да се претворе у сало и тиме постану потпуно безопасне.
  - Кошаркаши Србије победили су кошаркаше Литваније у Каунасу са резултатом 95:91.
- 13. август — На археолошком локалитету код Виткова пронађена је још једна монументална фигурина Жупска Венера која је по димензијама можда и највећа, за коју се процењује да је стара скоро 6.000 година.
  - Земље Квинте позвале су Приштину и Београд да што пре обнове дијалог и истакле да Приштина мора да укине таксе, а Београд да обустави кампању за повлачење признања независности Косова.
- 14. август — На хиљаде ватрогасаца бори се против шумских пожара у Грчкој.
  - У Црној Гори је данас ступио на снагу Закон о ограничавању употребе дуванских производа, па је тако забрањено пушење у затвореном простору, а ко буде прекршио одредбе закона ризикује да плати казну и до 20.000 евра.
  - Након два дана поремећаја због антивладиних протеста на терминалу за доласке, обележеним насиљем, на аеродрому у Хонгконгу поново је успостављен саобраћај.
  - Јако невреме погодило је Босну и Херцеговину. Бањалуку је погодило невреме праћено јаким пљусковима, грмљавином и градом. У Горажду су се у две градске улице излиле површинска вода и канализација. Сарајево је захватило невреме праћено пљусковима и грмљавином. Грађани су пријавили краткотрајни нестанак струје у Хаџићима и на Илиџи. Један авион је преусмерен у Београд, а други у Загреб.
  - Јапански научници открили метод којом се приликом вештачке оплодње може одредити пол.
  - Швајцарски научници створили су робота који може да се научи много чему - ходању, вожњи ролера, па чак и клизању.
  - Фудбалери ФК Црвене звезде победили су ФК Копенхаген са резултатом 7:6 после пенала.
- 15. август — Шест полицајаца је рањено у пуцњави у Филаделфији.
  - Косовске централне институције истакле су косовску заставу на средњовековној српској тврђави у близини Новог Брда.
  - Власти Северне Македоније нису изручиле бившег припадника ОВК Томора Морину Србији.
- 16. август — Откривен нови орган за осећање бола.
- 17. август — На ауто-путу Загреб-Ријека између Врбовског и Равне Горе слетео је авион цесна 150 m на коловоз.
  - Того повукао признање Косова.
- 18. август — Мушкарац пуцао у конобара у француском ресторану и ранио га у раме.
  - На свадби у Кабулу погинуло је најмање 80 особа, а 182 су повређене.
  - У великом пожару у Даки, престоници Бангладеша изгорело је око 15.000 домова, а 50.000 људи остало је без крова над главом.
  - Свечано отворен аутопут Милош Велики у дужини од 103 km од Обреновца до Љига.
  - Приштина поново признаје српске пасоше.
- 19. август — Исланд је свечано поставио споменик свом првом несталом глечеру, жртви загревања климе.
  - Инстаграм је најавио увођење опције која ће корисницима омогућити да означе садржај за који сматрају да је лажан и тако га учине невидљивим за друге кориснике.
  - Супруга израелског премијера Бенјамина Нетанјахуа Сара Нетанјаху бацила је хлеб и со у Кијеву током посете Украјини.
  - Слободан Ковач именован је за новог селектора Одбојкашке репрезентације Србије.
- 20. август — Председник Србије Александар Вучић састао се са америчким државним секретаром Мајком Помпеом у Њујорку.
  - Италијански премијер Ђузепе Конте поднео је оставку на место премијера Италије.
  - Три борбена авиона типа Ф-16 извела су тренажне летове на албанском небу.
  - Књаз Милош је у власништву компаније Мотони.
- 21. август — Председник САД Доналд Трамп отказао је посету Данској јер одбијају да му продају Гренланд.
- 23. август — Почело Европско првенство у одбојци за жене.
- 24. август — У граду Шали у руској републици Чеченији отворена је највећа џамија у Европи.
- 26. август — Косовски председник Хашим Тачи расписао ванредне парламентарне изборе за 6. октобар ове године.
  - Премијер Северне Македоније Зоран Заев поручио је да се Скопље противи увођењу тарифа према пријатељској Србији.
  - Председавајући одбору за спољне послове Европског парламента Дејвид Макалистер састао се са председником Србије Александром Вучићем у Београду.
  - Министар одбране Србије Александар Вулин упутио је телеграм саучешћа министарки одбране Шпаније Маргарити Роблес поводом трагичне погибије пилота војног авиона.
  - Отворен је интегрисани гранични прелаз Прешево — Табановце на граници Србије и Северне Македоније.
- 28. август — На уласку на ауто-пут Милош Велики код Обреновца, група хулигана уз барикаде, упаљене бакље и бејзбол палице напала је аутомобиле, разбијала стакла и покушавала да се физички обрачуна са возачима.
- 30. август — Земљотрес јачине 4,8 јединица по Рихтеровој скали погодио је подручје Тузле.
  - Свечаном церемонијом отворено је Светско првенство у кошарци 2019., у Кини које траје до 15. септембра.
  - Променом устава Северне Кореје, Ким Џонг Ун добио је најмоћнија овлашћења у историји те државе.
- 31. август — Кошаркаши Србије победили су кошаркаше Анголе са резултатом 105:59 на почетку Светског првенства у кошарци 2019. у Кини.
  - Земљотрес јачине 3,2 јединице по Рихтеровој скали погодио је подручје Крижеваца.

### Септембар
- 1. септембар — У Вилуну обележено осамдесет година од почетка Другог светског рата.
- 2. септембар — Најмање 100 особа је ухапшено после серије нереда који су захватили Јужноафричку Републику.
- 8. септембар — Одбојкашице Србије победиле су одбојкашице Турске у финалу Европског првенства у Анкари са резултатом 3:2 у сетовима.
  - Рафаел Надал и Бјанка Андреску су победници на Отвореном првенству САД у тенису у мушкој и женској конкуренцији појединачно.

10./11./12. септембар — Председник Чешке Милош Земан је у посети Србији. Навео је да ратни злочинци не би требало да владају неком европском земљом. Каже да ће у октобру причати о повлачењу признања независности Косова. Рекао је да Србе воли а Косово не воли.
- 15. септембар — Кошаркаши Шпаније победили су Кошаркаше Аргентине у финалу Светског првенства у Пекингу са резултатом 95:75.
  - Одржана геј парада у Београду.
- 16. септембар — Осам особа, укључујући четворо деце, погинуло је у пожару у стамбеној згради у сибирском граду Краснојарску.
  - Након што се срушио авион у колумбијском граду Попајану, седам колумбијских званичника је погинуло.
- 24. септембар — Отворено 74. заседање Генералној скупштини ОУН.
- 25. септембар — Земљотрес јачине 4,4 чији је епицентар 1 km удаљен од Драча погодио је Албанију, Северну Македонију, Србију, Црну Гору, Бугарску, Босну и Херцеговину, Хрватску, Грчку, Италију и Косово.
  - У Пекингу отворен међународни аеродром Дасјинг који је са површином од 47 km² и капацитетом од 45 милиона путника годишње највећи аеродром на свету.
- 28. септембар — Најмање 59 особа погинуло је у поплавама које су, после обилних падавина, погодиле север Индије.
- 29. септембар — Одбојкашка репрезентација Србије освојила је Европско првенство победом у финалу против Словеније са 3:1.

### Октобар
- 2. октобар — 11 особа је убијено, а више од 200 је повређено у окршајима демонстраната са полицијом у Ираку.
- 3. октобар — Најмање четири полицајца су убијена у нападу ножем који се догодио у центру Париза.
- 7./8. октобар — Председник Турске Реџеп Тајип Ердоган допутовао је у дводневну посету Србији током које је разговарао са председником Србије Александром Вучићем, а обојица председника учествовала су и на Српском-турском пословном форуму. У уторак ће бити одржан самит Србије, Турске и БиХ. Ердоган ће присуствовати и полагању камена темељца за изградњу аутопута Београд-Сарајево.
- 9. октобар — Започета операција Извор мира, турске војне снаге извршиле артиљеријску паљбу на територије северне и источне Сирије.
- 10. октобар — Нобелова награда за књижевност додељена аустријском књижевнику Петеру Хандкеу.
- 12. октобар — Елиуд Кипчоге постао је први на свету који је претрчао маратон за мање од два часа.
- 15. октобар — У сукобима демонстраната и полиције у Каталонији повређено је најмање 170 људи.
- 16. октобар — Око 5 сати и 50 минута дошло је до упада више од 25 оклопних возила и џипова РОСУ и око 100 припадника те специјалне јединице на север КиМ.
  - Сиријска армија је после шест година ушла у град Раку и Кобани (Ајн ел Араб) на граници са Турском који је раније био под контролом Курда.
    - Одлука ЕУ министара да не дају датум за почетак преговора Северној Македонији и Албанији.
      - Трећег дана протеста због пресуде деветорици каталонских сепаратиста, демонстранти из више градова тог региона данас су кренули у протестни марш са намером да до петка стигну у Барселону. У сукобима је повређена 131 особа, укључујући полицајце и демонстранте.
- 18. октобар — Маскирани демонстранти сукобили су се с полицијом у центру Барселоне петог дана протеста због изрицања затворских казни каталонским сепаратистичким вођама. Шпанско Министарство унутрашњих послова саопштило је данас да је одобрило слање полицијског појачања на периферију Барселоне, након пет дана протеста због изрицања затворских казни каталонским сепаратистима.
- 19. октобар — Најмање 13 особа је погинуло приликом рушења бране у Краснојарску.
- 19. — 21. октобар — У тродневној посети Србији руски премијер Дмитриј Медведев присуствовао војној паради поводом 75. годишњице Ослобођења Београда.
- 21. октобар — Снажан торнадо погодио је америчку савезну државу Тексас оставивши око 65.000 људи без електричне енергије.
  - Три војника су погинула, а три повређена у несрећи током обуке у војној бази Форт Стјуарт у америчкој савезној држави Џорџији.
    - Земљотрес јачине 6,4 степени по Рихтеру, погодио је пацифичку острвску државу Вануату.
- 22. октобар — Руски и турски председници Владимир Путин и Реџеп Тајип Ердоган су током шесточасовног састанка у Сочију постигли споразум, а на крају сусрета потписан је меморандум који се састоји из више ставки о ситуацији на Северу Сирије.
- 23. октобар — У Србији почеле војне вежбе Војске Србије и Оружаних снага Руске Федерације под називом Словенско братство.
- 24. октобар — Дивизион С-400 и батерија „Панцир С“ пребачени су у Србију где ће први пут учествовати на војним вежбама у иностранству, саопштила је прес-служба Министарства одбране Русије.
  - Руска војна полиција је на подручју сиријског града Аин ел Араба (курдско име Кобани) распоредила снаге на висоравни која се налази два километра од територије Турске.
- 25. октобар — Премијерка Ана Брнабић потписала је у Москви ’’Споразум о слободној трговини између Србије и Евроазијске уније (ЕАЕУ)’’, којим се проширује листа српских производа који могу да се извезу на територију ЕАЕУ без царине и повећавају се квоте за извоз робе за које важе ограничења.
- 28. октобар — Пожар који је избио у Бугарској се проширио на Стару планину надомак Миџора те ватрогасци и мештани старопланинских села покушавају да угасе ватрену стихију.
- 30. октобар — Амерички конгрес усвојио декларацију о Геноциду над Јерменима током Првог светског рата у Османском царству.

### Новембар
- 1. новембар — Најмање 53 војника и један цивил убијени су у нападу екстремиста на једну војну локацију на северу Малија.
- 5. новембар — Турске власти су ухапсиле старију сестру лидера терористичке групе ИСИЛ-а Ебу Бекра ел Багдадија заједно са породицом, јављају западне агенције, позивајући се на неименоване турске званичнике.
  - Дивизион ПВО С-400 и противавионска ракетно-артиљеријска батерија „Панцир-С“ вратили су се из Србије у Русију, након заједничких војних вежби „Словенски штит 2019“, наводи се у саопштењу Министарства одбране Русије.
    - Испред РТС-а је по завршетку интервјуа Александра Вучића дошло синоћ до инцидента када су двојица мушкараца покушала „мерцедесом“ да пробију председниково обезбеђење, након чега су ухапшени.
- 6. новембар — Иран је почео са обогаћивањем уранијума на нуклеарном објекту у Форду, саопштила је Организација за атомску енергију Ирана.
- 7. новембар — Земљотрес јачине 2,4 степена Рихтерове скале погодио је регион Лепосавића.
  - Француски председник Емануел Макрон оценио је у интервјуу за британски „Економист“ да је НАТО на самрти, а да се Европа налази на ивици понора.
    - Канцеларка Немачке Ангела Меркел се не слаже са оценом француског председника Емануела Макрона да се НАТО налази „у коми“.
      - Француски председник Емануел Макрон оценио је да је Босна и Херцеговина „темпирана бомба која куца тик уз Хрватску“.
        - Демократски савез Косова (ДСК) и покрет Самоопредељење постигли су данас програмски договор о новој косовској влади, али остаје да тај споразум потврде лидери странака, Иса Мустафа и Аљбин Курти.
- 8. новембар — Због изјаве француског председника Емануела Макрона да је БиХ „темпирана бомба која куца тик уз Хрватску“ кабинет председавајућег Председништва БиХ Жељка Комшића позваће сутра на разговор амбасадора Француске у БиХ Гиома Русона.
  - На југозападу Ирана је оборена страна беспилотна летелица, саопштио је Голамреза Шариати, гувернер иранске провинције Хузестан.
    - Управа за заштиту права потрошача и конкуренцију Пољске (УОКИК) казнила је једну од највећих европских енергетских компанија, француску компанију „Анжи“ са 40,3 милиона евра због „упорног и неоснованог“ одбијања да достави неопходна документа о учешћу компаније у пројекту изградње „Северног тока 2“.
      - Александријска православна црква унела је расколника Епифанија Думенка у диптих као поглавара православне цркве Украјине, изјавио је патријарх александријски и целе Африке Теодор Други.
- 10. новембар — Председник Боливије Ево Моралес је након двонедељних протеста широм земље поднео оставку због нерегуларности на изборима.
- 11. новембар — 
  - Гана је повукла признање Косова.
  - Председник Србије Александар Вучић, председници влада Албаније Еди Рама и Северне Македоније Зоран Заев су на самиту у Охриду договорили стварање привредне зоне, која би додатно унапредила политичке и привредне односе и формирање савеза Отворени Балкан.
- 13. новембар — 
  - Најмање 12 особа погинуло је у судару камиона и путничког аутобуса на западу Словачке.
  - На пољопривредном имању Јовањица код Старе Пазове откривена илегална лабораторија за производњу марихуане, а ухапшен Предраг Колувија, одговорно лице фирме „Јовањица“ у чијем је власништву истоимено пољопривредно добро. Заплењено је 649.4 килограма осушене марихуане и 65.581 стабљика сирове биљке, при чему је укупна тежина заплењене дроге износила 3.954 килограма. Према оптужници, након сушења сирових биљки, на имању се налазило 1.6 тона марихуане и сканка.
- 22. новембар — Науру је повукао признање Косова.
- 23. новембар — Фудбалери Фламенга освојили су трофеј Копа либертадорес након победе у финалу над Ривер плејтом од 2 : 1.
- 24. новембар — Клаус Јоханис поново је изабран за председника Румуније победом у другом кругу председничких избора.
  - Мушка тениска репрезентација Шпаније освојила је Дејвис куп победом над Канадом од 2 : 0.
- 25. новембар — У пљачки историјског музеја Зелени трезор у Дрездену украдена је колекција накита чија вредност је процењена на више од милијарду евра.
- 26. новембар — Најмање 32 особе је погинуло и 658 повређено у снажном земљотресу у Албанији јачине 6,4 степени по Рихтеровој скали на дубини од 20 км у близини Драча, 12 км југозападно од Мамураса. Поред тог, још неколико земљотреса је погодило Албанију током дана.
  - Босну и Херцеговину погодио је земљотрес магнитуде 5,4 степена по Рихтеровој скали, епицентар је био на подручју Херцеговине, 11 км од Невесиња.
- 27. новембар — Руски председник Владимир Путин отворио је нови ауто-пут који спаја Москву са Санкт Петербургом, а како је саопштио је, пут ће се звати Нева.

### Децембар
- 1. децембар — Најмање 14 особа убијено је током напада у цркви у источном делу Буркине Фасо.
- 4. децембар — Једна особа је страдала, а тринаесторо је повређено у великом пожару који је избио у згради универзитетског комплекса у Одеси.
- 5. децембар — Око пола милиона француских радника маршира данас у више градова Француске, међу којима је и Париз, незадовољни најављеном реформом пензионог система. Синдикати који се противе програму председника Емануела Макрона предвиђају највеће демонстрације у последњих 25 година.
- 8. децембар — Више од 100.000 демонстраната окупило се у центру Хонгконга. Власти су одобриле одржавање скупа који је организован поводом Дана људских права.
- 9. децембар — Најмање 5 особа је погинуло у ерупцији вулкана Вакари на северу Новог Зеланда.
  - Светска антидопинг агенција (WADA) суспендовала је Русију на четири године због наводног организованог допинга њихових спортиста.
- 10. децембар — 
  - Шест особа је убијено у пуцњави у болници у Острави на североистоку Чешке.
  - У хотелу „Краун плаза“, у Београду снајпером је погођен бизнисмен Миодраг Дака Давидовић, који је био у друштву епископа будимљанско – никшићког Јоаникија.
- 12. децембар — Конзервативна партија британског премијера Бориса Џонсона остварила је убедљиву победу на изборима, а најновије процене показују да је засигурно обезбедила већину у парламенту, чиме је отворен пут за спровођење „Брегзита“.

- 15. децембар — Женска рукометна репрезентација Холандије освојила је Светско првенство у рукомету победивши Шпанију резултатом 30:29.
- 18. децембар — Церемонијом код сурчинске петље свечано је отворена деоница аутопута Милош Велики од Сурчина до Обреновца дужине 17,6 km. Пут је, након трогодишњих радова и три месеца пре рока, отворен у присуству државног врха и званица.
- 20. децембар — Нинослав Јовановић познатији као Малчански берберин отео је дванаестогодишњу Монику Каримановић из Сувог Дола код Ниша.
- 23. децембар — Две особе су погинуле, а осам повређено у експлозији која се догодила на бензинској пумпи у месту Шепак у Републици Српској.
  - У саобраћај пуштена железничка деоница Кримског моста, најдужег моста у Европи.
- 26./27. децембар — У Скупштини Црне горе дошло је до инцидента током седнице на којој се гласало о Предлогу закона о слободи вероисповести након ког је свих 17 посланика опозиционог црногорског Демократског фронта (ДФ) ухапшени су ноћас, након инцидента у Скупштини Црне Горе. Посланик ДФ-а Милан Кнежевић је повређен.
  - Након одвођење посланика ДФ-а из скупштинске сале у подгорички Центар безбедности, грађани су почели да се окупљају испред те институције.
    - На мосту на Ђурђевића Тари полиција је ноћас, у току протеста против доношења Закона о слободи вероисповести, брутално претукла преосвећеног епископа диоклијског владику Методија.
- 26. децембар — Компанија Сони представила је Плејстејшн 5.
- 27. децембар — У Скупштини Србије дошло је до инцидента након што су посланици Двери Бошко Обрадовић и Иван Костић ушли на седницу како би изразили незадовољство што српске власти нису реаговале на усвајање Закона о слободи вероисповести у Црној Гори.
  - Хиљаде људи окупило се на протесту испред амбасаде Црне Горе у Београду у Кнез Михаиловој улици. Протест је организовао Студентски клуб Правног факултета.
    - Око стотину грађана окупило се вечерас око 18.00 часова испред Храма Светог Василија у Никшићу, у знак протеста због синоћњег усвајања Закона о слободи вероисповести у парламенту, а убрзо је дошло до сукоба грађана и полиције.
      - Због дешавања након усвајања Закона о слободи вероисповести, службеник Центра безбедности Никшић Милоје Шћепановић након 30 година стажа вечерас је дао отказ, јер није хтео да учествује у акцији полиције против грађана.
        - Група од око двеста грађана, који су се вечерас окупили испред Храма Христовог васкрсења у Подгорици, кренула је ка центру главног града.
          - Владика Методије задржан је на ВМА након што је брутално претучен синоћ на протесту против доношења Закона о слободи вероисповести, на мосту на Ђурђевића Тари у Подгорици.
            - У Турској је произведен први домаћи аутомобил по имену ТОГГ.
              - Обилазница око Суботице на коридору 10, тзв. Ипсилон крак, дужине 24 km, отворена је данас за саобраћај после три деценије изградње.
- 28. децембар — Лидери Демократског фронта, Андрија Мандић и Милан Кнежевић, као и посланик Милун Зоговић, јутрос су пуштени из притвора након што је суд усвојио жалбу одбране.
  - Председник Црне Горе Мило Ђукановић потписао је спорни Закон о слободи вероисповести или уверења и правном положају верских заједница.
    - Дописница телевизијског канала РТ из Париза Шарлот Дубенски повређена је током извештавања са протеста „жутих прслука“ у француској престоници.
      - Најмање 90 особа погинуло је рано јутрос у експлозији аутомобила-бомбе у Могадишу, главном граду Сомалије, изјавио је члан сомалијског парламента Абдиризак Мухамед.
        - Српски боксер Вељко Ражнатовић нокаутирао је Мађара Андраша Чомора у другој рунди меча у бањалучком Борику у склопу спектакла под називом Petko’s Fight Night.
          - Девојчица и једна жена погинуле су данас у лавини, док су скијале на глечеру на италијанским Алпима.
            - Српски фудбалер Дејан Петковић познатији под надимком Рамбо доживео је повреду на ревијалној утакмици и завршио у болници.
              - Тенисер Новак Ђоковић и одбојкашица Тијана Бошковић проглашени су за најуспешније спортисте у 2019. години у традиционалном избору Олимпијског комитета Србије.
- 29. децембар — Дванаестогодишња Моника Каримановић из Сувог Дола код Ниша пронађена је десет дана од нестанка.
  - Црногорска полиција саопштила је да су грађани каменовали полицију на протестима у Подгорици, а полиција је употребила сузавац.
    - У Тивту је у току протестна шетња грађана и припадника Митрополије црногорско-приморске, који на тај начин изражавају негодовање због усвајања Закона о слободи вероисповести.
      - Верници Црногорско-приморске митрополије блокирали су магистрални пут Плужине-Никшић због усвајања Закона о слободи вероисповести.
        - Демонстранти у Никшићу који протестују због доношења Закона о слободи вероисповести били су окупљени код родне куће Мила Ђукановића.
          - Митрополит црногорско-приморски Амфилохије одликовао је Милоја Шћепановића, полицајца који је напустио службу након 30 година стажа, Орденом Светог Петра Другог Ловћенског Тајновидца.

## Смрти

### Јануар
- 1. јануар — Иван Димитров, бугарски фудбалер (*1935)[1]
- 2. јануар:
  - Марко Николић, српски филмски и позоришни глумац (*1946)[2]
  - Иво Грегуревић, хрватски глумац (*1952)[3]
  - Боб Ајнштајн, амерички глумац и комичар (*1942)[4]
- 4. јануар — Владимир Станковић, српски песник, књижевник и професор (*1932)
- 5. јануар — Драгослав Шекуларац, бивши југословенски и српски фудбалер (*1937)[5]
- 6. јануар — Жељко Мијановић, српски драматург и сценариста (*1960)[6]
- 9. јануар:
  - Милан Панчевски, друштвено-политички радник СФРЈ и СР Македоније, председник Председништва ЦК СКЈ (*1935)
  - Анатолиј Лукјанов, совјетски и руски политичар (*1930)
- 12. јануар — Славољуб Ђукић, српски новинар и писац (*1928)[7]
- 13. јануар — Фил Масинга, јужноафрички фудбалер (*1969)
- 14. јануар — Миодраг Радовановић, српски глумац (*1929)[8]
- 15. јануар — Боривоје Адашевић, српски приповедач, романописац и есејиста (*1974)[9]
- 17. јануар — Сабрина Влашкалић, српска гитаристкиња (*1989)
- 20. јануар:
  - Масазо Нонака, јапански суперстогодишњак (*1905)[10]
  - Љиљана Шљапић, српска глумица и певачица (*1940)[11]
- 21. јануар:
  - Мирослав Прокопијевић, српски економиста, економски аналитичар и доктор филозофије (*1953)[12]
  - Емилијано Сала, аргентински фудбалер (*1990)[13]
  - Александар Окунски, украјински кошаркаш (*1971)[14]
  - Исмаил Мачев, југословенски и српски атлетичар (*1960)[15]
- 22. јануар — Дина Рутић, југословенска глумица (*1943)[16]
- 23. јануар — Момчило Мома Антоновић, српски сликар, професор и декан на Факултету ликовних уметности (*1938)[17]
- 24. јануар — Олга Хаџић, српска математичарка, ректорка Универзитета у Новом Саду, академик САНУ (*1946)
- 25. јануар:
  - Душан Макавејев, српски редитељ и сценариста (*1932)[18]
  - Никола Митић, српски баритон и оперски певач (*1938)[19]
- 26. јануар:
  - Бошко Ђокић, српски кошаркашки тренер (*1958)[20]
  - Павел Опавски, спортски радник, први доктор наука Физичке културе у бившој Југославији и професор (*1925)
- 29. јануар:
  - Драшко Ређеп, српски књижевник (*1935)[21]
  - Џејмс Инграм, амерички музичар, текстописац, музички продуцент и глумац. (*1952)[22]

### Фебруар
- 2. фебруар — Слободан Пеладић, српски сликар, вајар и мултимедијални уметник (*1962)[23]
- 3. фебруар:
  - Децл, руски репер (*1983)
  - Мати Никенен, фински ски скакач (*1963)
  - Новак Бошковић, српски рукометаш и репрезентативац (*1989)
- 4. фебруар — Даринка Јандрић, српска стогодишњакиња, најстарија живућа особа у Србији (*1910)
- 6. фебруар:
  - Ђуро Тошић, српски историчар, академик и професор (*1946)
  - Росамунд Пилчер, британска списатељица љубавних романа (*1924)[24]
- 7. фебруар — Алберт Фини, британски глумац (*1936)[25]
- 9. фебруар — Ђорђе Ђукић, српски физичар и члан САНУ (*1943)[26]
- 12. фебруар — Гордон Бенкс, енглески фудбалски голман (*1937)[27]
- 13. фебруар — Идриз Ајети, југословенски и албански лингвиста, албанолог, професор и академик. (*1917)
- 16. фебруар — Бруно Ганц, швајцарски глумац (*1941)[28]
- 17. фебруар: 
  - Шабан Шаулић, српски певач фолк музике, музичар и продуцент (*1951)[29]
  - Слободан Перовић, српски професор и правник (*1932)
- 19. фебруар — Карл Лагерфелд, немачки креативни директор, модни креатор, уметник, фотограф и карикатуриста (*1933)
- 21. фебруар — Стенли Донен, амерички редитељ и кореограф (*1924)[30]
- 26. фебруар — Енди Андерсон, енглески музичар, бубњар групе Кјур. (* 1951)

### Март
- 1. март:
  - Кевин Роуч, ирски архитекта (*1922)[31]
  - Жорес Алферов, руски физичар и нобеловац (*1930)
- 3. март:
  - Дивна Карлеуша, српска новинарка и радијска водитељка (*1958)
  - Урош Тошковић, југословенски и црногорски сликар (*1932)[32]
- 4. март:
  - Кит Флинт, енглески певач и плесач, члан бенда Продиџи (*1969)[33]
  - Лук Пери, амерички глумац (*1966)[34]
  - Драго Флис, учесник Народноослободилачке борбе и народни херој Југославије (*1921)[35]
- 5. март — Мирољуб Лешо, југословенски и српски глумац (*1946)[36]
- 9. март — Слободан Жуњић, југословенски и српски професор, филозоф и преводилац (*1949)[37]
- 11. март — Кутињо, бразилски фудбалер и тренер (*1943)
- 13. март — Загорка Голубовић, српска професорка, антрополог и социолог (*1930)
- 14. март — Здравко Крсмановић, српски политичар и некадашњи начелник општине Фоча (*1957)[38]
- 15. март:
  - Миомир Јовановић, српски песник, иконописац и сликар (*1963)
  - В. С. Мервин, амерички књижевник, песник и преводилац (*1927)
- 16. март — Гроздана Олујић, српска списатељица, есејисткиња, преводитељка и антологичарка (*1934)
- 23. март:
  - Мира Васиљевић, српска певачица (*1934)[39]
  - Лина Черјазова, узбекистанска скијашица слободног стила (*1968)
- 26. март — Предраг Лалевић, доктор медицинских наука и универзитетски професор (*1927)
- 27. март — Драган Бошњак, југословенски и српски фудбалер (*1956)
- 29. март — Добрица Ерић, српски књижевник, песник, прозни и драмски писац (*1936)
- 30. март — Тања Малет, енглеска глумица и манекенка (*1941)[40]

### Април
- 3. април:
  - Јосип Зовко, хрватски глумац (*1970)[41]
  - Божидар Станар, српски књижевник (*1935)
- 4. април — Зоран Маневић, српски историчар архитектуре (*1937)[42]
- 5. април:
  - Сидни Бренер, јужноафрички биолог (*1927)
  - Богољуб Динић, српски глумац (*1933)[43]
- 6. април:
  - Биљана Беличанец Алексић, македонска и српска глумица (*1973)[44]
  - Нађа Регин, југословенска и српска глумица (*1931)[45]
  - Дејвид Таулес, британски физичар (*1934)
- 14. април — Мира Марковић, српска политичарка и супруга бившег председника Србије и СРЈ Слободана Милошевића (*1942)[46]
- 15. април — Биби Андерсон, шведска глумица (*1935)
- 17. април — Алан Гарсија, перуански политичар (*1949)[47]
- 23. април:
  - Игор Первић, југословенски и српски глумац (*1967)[48]
  - Дубравка Нешовић, српска певачица староградских, романса и народних песама (*1932)[49]
  - Воја Мирић, југословенски и српски глумац. (*1933)[50]
  - Жан, велики војвода од Луксембурга (*1921)
- 24. април:
  - Дејан Анастасијевић, српски новинар (*1962)
  - Зоран Мароевић, југословенски кошаркаш (*1942)[51]
- 26. април:
  - Петар Омчикус, српски сликар и члан САНУ (*1926)[52]
  - Зоран Гребенаровић, српски сликар (*1952)[53]
- 27. април — Дејан Патаковић, југословенски и српски новинар, карикатуриста и хумориста (*1941)[54]
- 30. април — Питер Мејхју, енглеско-амерички глумац (*1944)[55]

### Мај
- 4. мај — Андреј Базилевски, руски књижевник и преводилац (*1957)
- 6. мај — Славко Стаменић, српски књижевник (*1961)
- 9. мај — Емилијан Вафидис, игуман манастира Симонопетре и Метеора (*1934)[56]
- 11. мај:
  - Миленко Стојичић, српски писац, новинар, књижевни критичар и есејиста (*1956)
  - Пеги Липтон, америчка глумица (*1946)[57]
- 12. мај — Анатолиј Јонов, совјетски и руски хокејаш на леду и хокејашки тренер (*1939)
- 13. мај — Дорис Деј, америчка глумица, певачица и активисткиња за права животиња (*1922)[58]
- 15. мај — Михаило Јанкетић, југословенски и српски глумац (*1938)[59]
- 16. мај — Јо Минг Пеј, кинеско-амерички архитекта (*1917)
- 17. мај — Херман Воук, амерички књижевник (*1915)
- 20. мај — Ники Лауда, возач и троструки светски шампион Формуле 1. (*1949)[60]
- 22. мај — Душан Митана, словачки књижевник (*1946)
- 23. мај — Златко Шкорић, југословенски и хрватски фудбалски голман и фудбалски тренер (*1941)[61]
- 24. мај:
  - Душица Жегарац, српска глумица (*1944)[62]
  - Мари Гел-Ман, амерички физичар и нобеловац (*1929)

### Јун
- 1. јун — Хосе Антонио Рејес, шпански фудбалер (*1983)[63]
- 2. јун — Јован Дејановић, бивши градоначелник Новог Сада (*1927)[64]
- 3. јун — Јурица Јерковић, југословенски и хрватски фудбалер (*1950)
- 4. јун:
  - Ленарт Јохансон, председник УЕФА и потпредседник ФИФА (*1929)[65]
  - Предраг Николић, српски лекар (*1949)
- 6. јун — Јелица Војиновић, југословенска и српска глумица (*1935)
- 7. јун — Тони Родам, амерички бизнисмен (*1954)
- 8. јун — Џастин Единбург, енглески фудбалер и фудбалски тренер (*1969)
- 13. јун — Едит Гонзалез, мексичка глумица и плесачица (*1964)[66]
- 15. јун — Таиб Шарић, босанскохерцеговачки академик (*1934)[67]
- 17. јун — Мухамед Мурси, бивши председник Египта (*1951)
- 21. јун:
  - Димитрис Христофијас, грчки политичар и председник Кипра (*1946)
  - Данило Попржен, југословенски и српски глумац (*1937)[68]
- 22. јун — Мигел Анхел Фаласка, шпански одбојкаш (*1973)
- 23. јун — Жарко Варајић, српски кошаркаш (*1951)[69]
- 24. јун:
  - Били Дрејго, амерички глумац (*1945)[70]
  - Јекатерина Дјомина, совјетска болничарка, учесница Великог отаџбинског рата и херој Совјетског Савеза (*1925)[71]
- 27. јун — Вукица Митић, српска кошаркашица (*1953)[72]
- 28. јун — Борислав Џаковић, југословенски и српски кошаркашки тренер (*1947)
- 30. јун:
  - Борка Павићевић, српски драматург, колумниста и културни активиста (*1947)
  - Момир Булатовић, бивши председник Црне Горе и председник Савезне владе Савезне Републике Југославије (*1956)[73]
  - Мичел Фајгенбаум, амерички математичар и физичар (*1944)

### Јул
- 5. јул — Јосип Браовац, хрватски глумац (*1988)[74]
- 6. јул:
  - Камерон Бојс, амерички глумац (*1999)[75]
  - Жоао Жилберто, бразилски певач, текстописац и гитариста (*1931)[76]
- 8. јул — Дора Душановић, југословенска и српска сценографкиња и костимографкиња (*1929)[77]
- 9. јул — Рип Торн, амерички глумац (*1931)[78]
- 12. јул — Фернандо Х. Корбато, амерички научник (*1926)[79]
- 13. јул — Ричард Картер, аустралијски глумац (*1953)[80]
- 14. јул — Данка Нововић, српска водитељка (*1943)[81]
- 15. јул — Крејг Фалон, британски џудиста (*1982)
- 17. јул:
  - Никола Хајдин, српски доктор грађевинских наука и председник САНУ 2003-2015 (*1923)[82]
  - Драгомир Рацић, југословенски и српски фудбалски голман (*1947)
  - Живорад Циглић, српски вајар (*1931)
- 18. јул — Лучано Де Крешенцо, италијански писац, филмски редитељ и инжењер (*1928)[83]
- 19. јул
  - Радомир Смиљанић српски писац, публициста и преводилац (*1934)[84]
  - Агнес Хелер, мађарски филозоф (*1929)
  - Сезар Пели, аргентинско-амерички архитекта (*1926)
  - Рутгер Хауер, холандски глумац, писац и активиста (*1944)[85]
- 22. јул
  - Ли Пенг, премијер НР Кине (*1928)
  - Кристофер Крафт, амерички ваздухопловни инжењер (*1924)
  - Дијана Милојковић, српска мисица (*1987)
- 27. јул — Џон Роберт Шрифер, амерички физичар (*1931)[86]
- 29. јул:
  - Игор Булат, српски новинар и уредник (*1971)[87]
  - Васил Методијев, бугарски фудбалер и фудбалски тренер (*1935)[88]

### Август
- 2. август — Милан Туцовић, српски сликар и вајар (*1965)
- 4. август:
  - Светислав Вуковић, југословенски и српски радио и ТВ водитељ, новинар и текстописац (*1936)[89]
  - Радивој Богичевић, српски стрипски аутор, аниматор, илустратор и писац (*1940)
- 5. август:
  - Пеђа Ристић, српски архитекта (*1931)
  - Тони Морисон, америчка књижевница и професорка (*1931)
- 6. август — Милица Николић, српска преводитељка, есејисткиња и антологичарка (*1925)
- 9. август — Фахрудин Јусуфи, југословенски и српски фудбалер (*1939)[90]
- 10. август — Џефри Епштајн, амерички финансијер и регистровани педофил (*1953)
- 11. август:
  - Дејан Чуровић, српски фудбалер (*1968)
  - Гордан Михић, српски сценариста (*1938)[91]
- 14. август — Слободанка Цаца Алексић, српска режисерка (*1941)
- 15. август — Добрило Ненадић, српски књижевник (*1940)[92]
- 16. август:
  - Питер Фонда, амерички глумац (*1940)[93]
  - Феличе Ђимонди, италијански професионални бициклиста (*1942)
- 18. август:
  - Денис Куљиш, хрватски новинар (*1951)[94]
  - Жарко Ђуровић, академик ЦАНУ. (*1928)
- 19. август — Ахмет Халук Дурсун, заменик турског министра културе и туризма (*1958)
- 21. август — Џулијен Готијар, канадски музичар (*1975)
- 23. август — Дејвид Кох, амерички бизнисмен, филантроп, политички активиста и хемијски инжењер (*1940)
- 24. август — Владо Стругар, српски историчар и књижевник (*1922)
- 25. август — Фердинанд Пијех, аустријски бизнисмен, бивши шеф Фолксваген групе (*1937)
- 28. август — Согјал Ринпоће, будистички учитељ (*1947)
- 29. август — Владимир Величковић, српски сликар (*1935)[95]
- 31. август — Имануел Валерштајн, амерички социолог, друштвени научник и светско-системски аналитичар (*1930)

### Септембар
- 2. септембар — Гјоџи Мацумото, јапански фудбалер (*1934)[96]
- 4. септембар:
  - Атко Касумовић, југословенски фудбалер (*1937)
  - Маја Вукић, српска професорка (*1973)
- 6. септембар — Роберт Мугабе, зимбабвеански политичар и револуционар (*1924)
- 9. септембар — Далибор Андонов Гру, српски репер и диск џокеј (*1973)[97]
- 11. септембар — Бахарудин Јусуф Хабиби, индонезијски политичар (*1936)[98]
- 13. септембар:
  - Еди Мани, амерички певач и кантаутор (*1949)[99]
  - Ђерђ Конрад, мађарски књижевник (*1933)[100]
- 17. септембар:
  - Зоран Пешић Сигма, српски писац и уредник часописа Градина (*1960)[101]
  - Џесика Џејмс, америчка порнографска глумица (*1979)[102]
- 19. септембар — Зин ел Абидин ибн Али, други председник Туниса (*1936)[103]
- 19. септембар — Сенди Џоунс, ирска певачица (*1951)
- 22. септембар — Ђорђе Симић, српски глумац (*1981)
- 26. септембар:
  - Жак Ширак, бивши председник Француске и градоначелник Париза (*1932)[104]
  - Вукашин Вишњевац, југословенски фудбалер и фудбалски тренер (*1939)[105]
- 27. септембар — Сава Дамјановић, југословенски и српски глумац (*1928)[106]
- 28. септембар — Суад Беширевић, словеначки и југословенски фудбалер (*1963)[107]

### Октобар
- 1. октобар — Карел Гот, чехословачки и чешки певач (*1939)
- 2. октобар — Гија Канчели, грузијски композитор (*1935)[108]
- 4. октобар — Дајен Керол, америчка глумица (*1935)[109]
- 6. октобар — Џинџер Бејкер, британски музичар и текстописац (*1939)[110]
- 9. октобар:
  - Манојло Миловановић, генерал-пуковник Војске Републике Српске (*1943)[111]
  - Андрес Химено, шпански тенисер (*1937)
- 11. октобар:
  - Алексеј Леонов, руски космонаут и генерал ваздухопловства, први човек који је боравио у отвореном свемиру. (*1934)[112]
  - Мирјана Вачић, југословенска и српска глумица (*1933)[113]
  - Горан Марковић, српски фудбалер (*1986)
- 12. октобар:
  - Јошихиса Јошикава, јапански стрелац (*1936)
  - Милчо Левијев, бугарски композитор, џез музичар и пијанист (*1937)
- 14. октобар — Харолд Блум, амерички књижевни критичар, романописац и професор хуманистике (*1930)
- 16. октобар — Џон Тејт, амерички математичар (*1925)
- 17. октобар — Алисија Алонсо, примабалерина асолута (*1920)
- 19. октобар — Љубомир Зуковић, српски књижевник, професор и политичар Републике Српске (*1937)[114]
- 21. октобар — Божидар Глоговац, српски песник (*1939)
- 22. октобар — Садако Огата, јапански академик, дипломата и професор (*1927)
- 25. октобар — Јанко Вучинић, црногорски боксер и политичар (*1966)[115]
- 27. октобар:
  - Владимир Буковски, активиста за људска права и руски књижевник (*1942)
  - Ебу Бекр ел Багдади, вођа терористичке организације Исламска Држава (*1971)

### Новембар
- 4. новембар — Тими Хансен, дански музичар (*1958)
- 5. новембар — Саво Лончар, политичар Републике Српске
- 7. новембар — Иван Максимовић, српски рок, фолк и поп гитариста (*1962)[116]
- 9. новембар — Бранислав Петрушевић, српски глумац и радио водитељ (*1955)[117]
- 10. новембар — Иштван Сивош, мађарски ватерполиста (*1948)[118]
- 12. новембар:
  - Зоран Христић, српски композитор (*1938)
  - Мартин Сагнер, југословенски и хрватски глумац (*1932)[119]
  - Мицухиса Тагучи, јапански фудбалер (*1955)[120]
- 13. новембар:
  - Влада Петрић, југословенски филмски редитељ, сценариста и глумац (*1928)[121]
  - Ремон Пулидор, француски професионални бициклиста (*1936)
- 14. новембар:
  - Бранко Лустиг, југословенски и хрватски продуцент и глумац јеврејског порекла (*1932)[122]
  - Марија Бакса, југословенска и српска филмска глумица (*1946)[123]
- 24. новембар — Гу Хара, јужнокорејска певачица и глумица (*1991)[124]
- 27. новембар:
  - Бане Ковачевић, српски музичар (*1978)
  - Драго Ковачевић, српски писац, новинар и политичар (*1953)
- 28. новембар — Бранислав Талић, српски хирург и уролог (*1939)[125]
- 29. новембар — Јасухиро Накасоне, јапански политичар (*1918)

### Децембар
- 2. децембар — Франческо Јанич, италијански фудбалер (*1937)
- 8. децембар:
  - , амерички репер, певач и текстописац (*1998)[126]
  - Звонимир Вујин, југословенски и српски боксер лаке категорије (*1943)[127]
  - Рене Обержонуа, амерички глумац и певач француског порекла (*1940)[128]
- 9. децембар:
  - Зоран Ранкић, српски глумац, драмски писац, песник и редитељ (*1935)[129]
  - Мари Фредриксон, шведска музичарка и певачица рок састава Роксет (*1958)[130]
- 10. децембар — Јуриј Лушков, руски политичар и градоначелник Москве (*1936)[131]
- 11. децембар — Дејвид Белами, енглески ботаничар (*1933)
- 12. децембар — Дени Ајело, амерички глумац (*1933)[132]
- 14. децембар — Ана Карина, француска глумица, редитељка и сценаристкиња данског порекла (*1940)[133]
- 18. децембар:
  - Здравко Кецман, српски песник, приповедач, критичар и антологичар (*1948)
  - Клодин Оже, француска глумица (*1941)
- 19. децембар:
  - Јустус Дејлдер, холандски песник, писац, музичар и извођач (*1944)
  - Марко Орландић, економиста и друштвено-политички радник СФР Југославије и СР Црне Горе (*1930)[134]
- 26. децембар — Ђорђе Ненадовић, српски глумац и водитељ (*1935)[135]
- 29. децембар — Слободан Мићић, српски путник, први власник туристичке агенције Кон-Тики и аутор и водитељ емисије Свет на длану (*1943)[136]
- 31. децембар — Ратко Јанев, македонски и српски научник и професор (*1939)